# Metro de Maracaibo

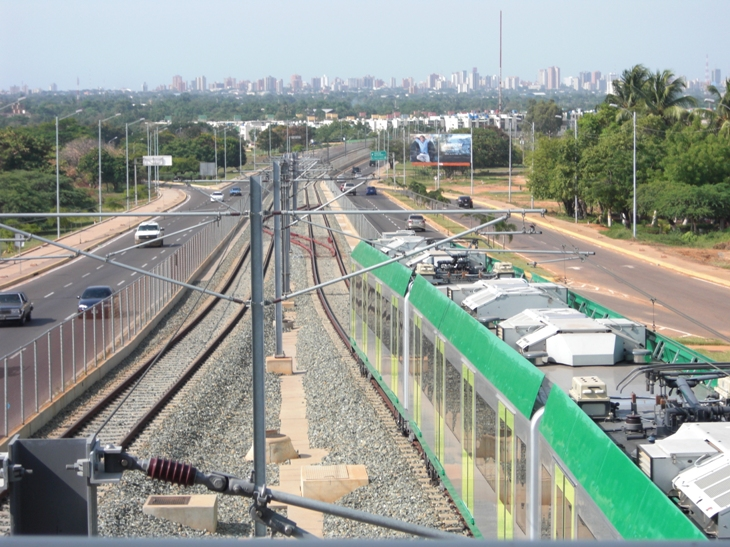
Metro de Maracaibo.

El Metro de Maracaibo es un ferrocarril metropolitano concebido para satisfacer la necesidad de un sistema de transporte público masivo que sirva a la ciudad venezolana de Maracaibo. El sistema inauguró, de manera preoperativa y gratuita al público, las dos primeras estaciones de la Línea 1, el 25 de noviembre de 2006, mientras que inició sus operaciones comerciales tres años más tarde, el 8 de junio de 2009, fecha para la cual entraron en operación las últimas dos estaciones del tramo inicial previsto: Urdaneta y Libertador. El costo de los boletos fue, para ese momento, de 4 Bs.F. para el público en general y de 1,20 Bs.F. para los estudiantes (boleto estudiantil). Su diseño y construcción integran las modalidades superficial, aéreo (viaducto) y subterráneo.
La Línea 1 inicia su recorrido desde el suroeste de la ciudad, en la zona llamada Altos de La Vanega, con una estación en la avenida Don Manuel Belloso, hasta llegar al centro de Maracaibo, en la avenida Libertador. El proyecto actual contempla la proyección de esta línea hacia el norte, donde el Metro atravesaría el centro financiero de la ciudad (avenida 5 de Julio). La Estación 5 de Julio serviría de transbordo para quienes tomen la Línea 2, que llegará hasta la Curva de Molina, al oeste de la ciudad, y tendría dos estaciones adyacentes a la Universidad del Zulia.
Sin embargo, existen planes que contemplan la extensión de lo que será la Línea 2 y la creación de dos líneas más. Una vez finalizado, el sistema debería estar movilizando un promedio de 200.000 pasajeros diarios en cada una de sus líneas.

## Historia

#### Antecedentes
El Metro de Maracaibo ha sido un proyecto planteado, desde la década de los 90, por diferentes sectores y organismos de la ciudad. Sin embargo, no fue sino hasta principios del siglo XXI que comenzaría la construcción de un sistema de transporte masivo moderno para la ciudad de Maracaibo.
El 20 de julio de 1993, fue fundada la compañía Metro de Maracaibo, C.A., siendo su composición accionaría, un 60% para la Alcaldía de Maracaibo y un 40% para la Gobernación del Estado Zulia.

#### Trayectoria
Desde su creación, la compañía Metro de Maracaibo fue desarrollando el anteproyecto de la Ingeniería Básica, en la primera línea del Sistema de Metro que se iba constituyendo para Maracaibo, junto con su viabilidad Económica y Financiera; siendo concluido en 1995.
Finalmente en 2003, el Ministerio de Infraestructura (Minfra), junto con la Alcaldía de Maracaibo y la Compañía Metro de Maracaibo, colocarían oficialmente la primera piedra de la obra.
Entre 2003 y 2004, el Gobierno Nacional capitalizaría los aportes realizados a la compañía, pasando a ser el accionista mayoritario de la empresa, con un 67% de las acciones, por lo que la Alcaldía de Maracaibo quedó con el 24% y la Gobernación del Estado Zulia con el 9% de las acciones.
Para la línea 1 del Metro de Maracaibo, se encargó a la empresa alemana Siemens en la instalación de los sistemas de automatización, señalización, electrificación y telecomunicación; además de suministrar los primeros 7 vehículos del sistema, basados en el modelo del metro de Praga.
En julio de 2006, llega al Puerto de Maracaibo el primer vagón del Metro, proveniente de Alemania, realizando un recorrido por diferentes sectores de la ciudad, para finalmente ser exhibido por unos meses en el Cuartel Libertador.
Las primeras dos estaciones del sistema entraron en funcionamiento el 25 de noviembre de 2006 y progresivamente fueron incorporándose nuevas estaciones, hasta completar la primera etapa de la línea 1, con la incorporación de las estaciones Urdaneta y Libertador, el 8 de junio de 2009.

## Estaciones

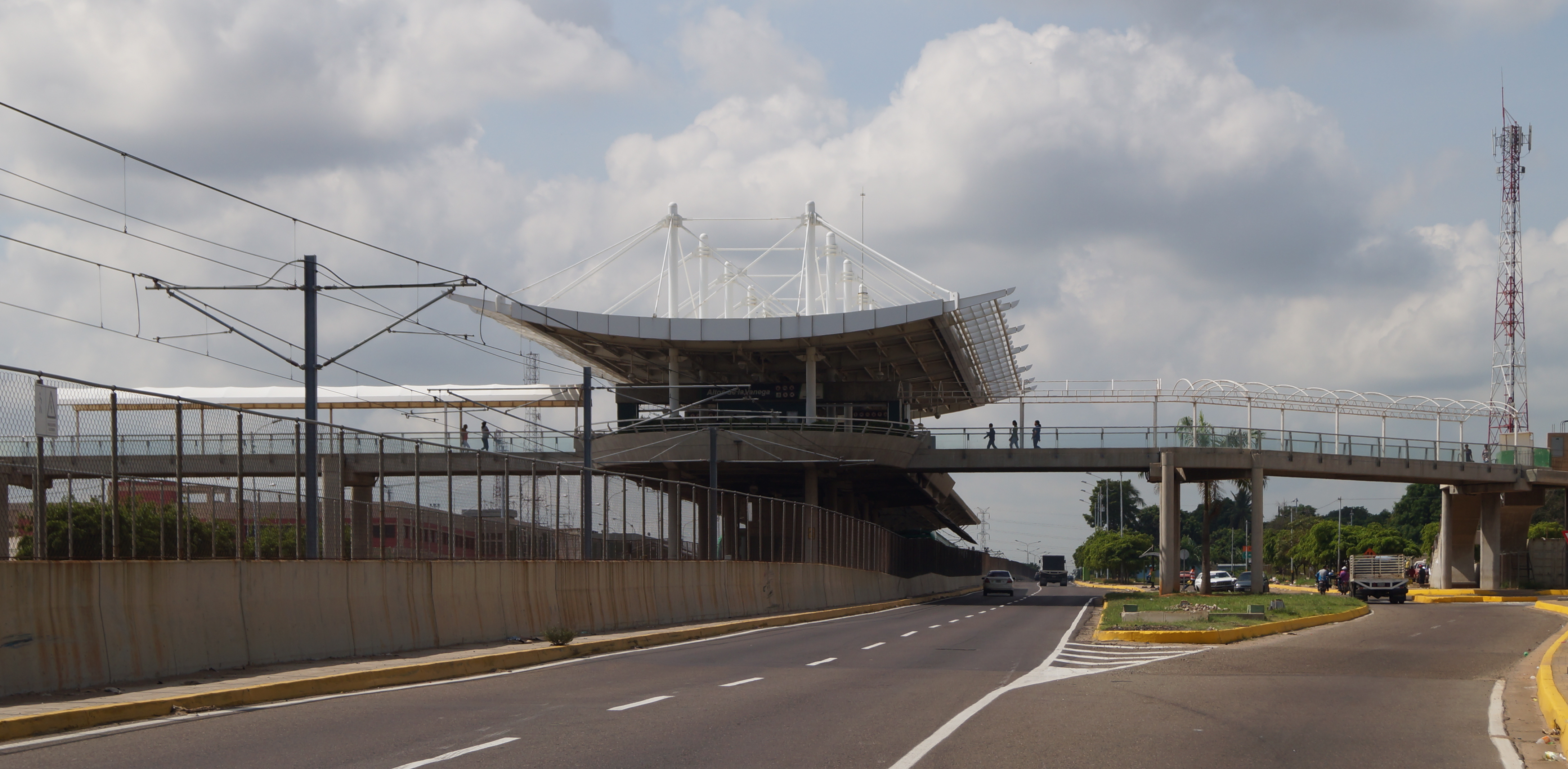
Estación Altos de La Vanega.

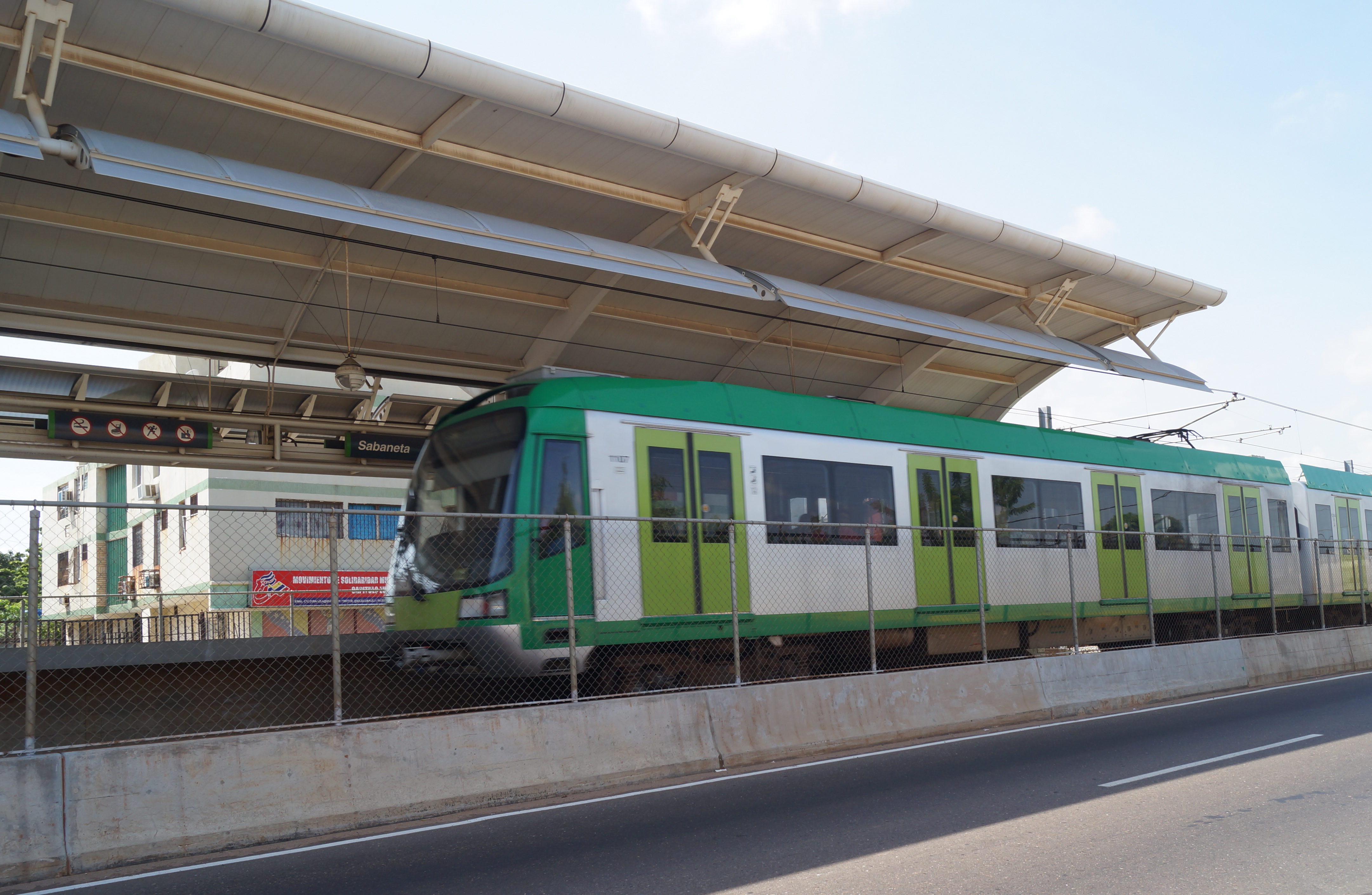
Tren llegando a la estación Sabaneta.

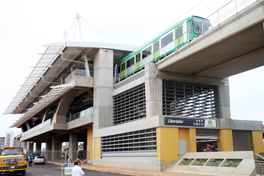
Estación Libertador.

El proyecto original contempla la construcción de 2 líneas de metro. La línea 1, parte desde la estación Altos de La Vanega hasta la estación 5 de julio (en planificación), sirviendo como estación de transferencia con la línea 2. Mientras que la línea 2, comenzaría en la estación 5 de julio y terminaría en la estación Curva de Molina. El recorrido completo del sistema, pasaría por el centro de la ciudad de Maracaibo, en forma de «C» invertida. 
Su primera etapa de construcción (ya operativa en su totalidad) incluyen 6 estaciones: Altos de La Vanega, El Varillal, El Guayabal, Sabaneta, Urdaneta y Libertador. Posteriormente, se construirían once estaciones más, en dos etapas adicionales.
| Línea | Estación           | Notas                                         |
| ----- | ------------------ | --------------------------------------------- |
| 1     | Altos de La Vanega | En servicio, desde el 25 de noviembre de 2006 |
| 1     | El Varillal        | En servicio, desde el 25 de noviembre de 2006 |
| 1     | El Guayabal        | En servicio, desde el 27 de agosto de 2007    |
| 1     | Sabaneta           | En servicio, desde el 11 de mayo de 2008      |
| 1     | Urdaneta           | En servicio, desde el 8 de junio de 2009      |
| 1     | Libertador         | En servicio, desde el 8 de junio de 2009      |
| 1     | Padilla            | En planificación, segunda etapa de la Línea 1 |
| 1     | Falcón             | En planificación, segunda etapa de la Línea 1 |
| 1     | 5 de julio         | En planificación, segunda etapa de la Línea 1 |
| 2     | Calle 72           | En planificación                              |
| 2     | Indio Mara         | En planificación                              |
| 2     | Universitaria      | En planificación                              |
| 2     | Polideportivo      | En planificación                              |
| 2     | Galerías Mall      | En planificación                              |
| 2     | Mercado            | En planificación                              |
| 2     | Panamericana       | En planificación                              |
| 2     | Curva de Molina    | En planificación                              |

## Horarios
- El horario de servicio de la Línea 1 del Metro de Maracaibo, es de 6:00 de la mañana a 9:00 de la noche de lunes a viernes, mientras que los sábados domingos y feriados el servicio es de 8:00 de la mañana a 6:00 de la tarde.

## Sistemas de metrobús
Actualmente, existen 4 sistemas de metrobús, de los cuales uno es urbano (Bus Metromara) y tres son extraurbanos (Bus Urdaneta, Bus La Concepción y Bus Transguajira). Los mismos sirven como rutas alimentadoras del Metro de Maracaibo.  
Las diferentes rutas de metrobús parten de las estaciones: Libertador, Urdaneta, Sabaneta, El varillal y Altos de la Vanega; recorriendo sectores y avenidas como: La Limpia, Bella Vista, El Milagro, 5 de Julio, Circunvalación 2 y Cuatricentenario. Además, existen dos rutas extraurbanas que tienen como destino las poblaciones de La Cañada de Urdaneta y La Concepción (Bus Urdaneta y Bus La Concepción). Cabe destacar que la ruta de metrobús de la avenida Bella Vista, tiene como destino final, la sede del Comando Regional Nro 3 de la Guardia Nacional Bolivariana (CORE 3), donde se enlaza con las rutas del sistema Bus Transguajira (También operado por el Metro de Maracaibo), las cuales recorren poblaciones y sectores de la Guajira. Así mismo, existen rutas del sistema Bus Metromara que solo recorren el municipio San Francisco, y se encuentran enlazadas a otras rutas alimentadoras del mismo sistema.  
El pago del pasaje en los metrobuses es por medio de una tarjeta electrónica, la cual esta a la venta en las estaciones del Metro, así como en puntos de venta autorizados. El valor del pasaje para el sistema Bus Metromara es de 50 Bs.S la tarifa general y 15 Bs.S para estudiantes, quedando exonerados del pago las personas de la tercera edad y con discapacidad. La tarifa en los demás sistemas de metrobús (Bus Urdaneta, Bus La Concepción y Bus Transguajira) varía según la ruta. 

### Sistema Bus Metromara
A mediados del año 2014, se puso en marcha el sistema de metrobús, conocido como Bus Metromara, el cual está enlazado a la Línea 1 del Metro de Maracaibo. 
| Rutas                                  | Rutas                                                            | Nota                                         |
| -------------------------------------- | ---------------------------------------------------------------- | -------------------------------------------- |
| Estación Libertador                    | La Limpia - Curva de Molina                                      |                                              |
| Estación Libertador                    | Padilla - Bella Vista - Milagro Norte - CORE 3                   |                                              |
| Estación Libertador                    | Centro - El Milagro - 5 de Julio - Padilla                       |                                              |
| Estación Libertador                    | Padilla – El Milagro – 18 de Octubre – San Jacinto               |                                              |
| Estación Libertador                    | Pomona – Zona Industrial                                         |                                              |
| Estación Altos de la Vanega            | Km4                                                              |                                              |
| Estación Altos de la Vanega            | BARU - Aeropuerto                                                |                                              |
| Estación Urdaneta - Cuatricentenario   |                                                                  |                                              |
| Terminal Simón Bolívar - San Francisco | Terminal Simón Bolívar - San Francisco                           | Rutas Exclusivas del Municipio San Francisco |
| Km4                                    | El Soler                                                         | Rutas Exclusivas del Municipio San Francisco |
| Km4                                    | Villa Bolivariana - Domitila Flores                              | Rutas Exclusivas del Municipio San Francisco |
| Km4                                    | Circunvalación 2 - Estación El Varillal - Hospital Universitario |                                              |

### Sistemas Bus Urdaneta, Bus La Concepción y Bus Transguajira
| Sistema           | Rutas                                       | Rutas                                       | Nota               | Referencias |
| ----------------- | ------------------------------------------- | ------------------------------------------- | ------------------ | ----------- |
| Bus Urdaneta      | Estación Sabaneta - La Cañada de Urdaneta   | Estación Sabaneta - La Cañada de Urdaneta   | Rutas Extraurbanas |             |
| Bus La Concepción | Estación Altos de la Vanega - La Concepción | Estación Altos de la Vanega - La Concepción | Rutas Extraurbanas |             |
| Bus Transguajira  | CORE 3                                      | El Mojan                                    | Rutas Extraurbanas | [ 8 ]       |
| Bus Transguajira  | CORE 3                                      | Carrasquero                                 | Rutas Extraurbanas | [ 8 ]       |
| Bus Transguajira  | El Mojan - Paraguaipoa                      |                                             | Rutas Extraurbanas | [ 8 ]       |

### Flota de Autobuses
| Sistema           | Unidad           |
| ----------------- | ---------------- |
| Bus Metromara     | Yutong ZK6118HGA |
| Bus Transguajira  | Yutong ZK6118HGA |
| Yutong ZK6896HGA  |                  |
| Bus Urdaneta      |                  |
| Bus La Concepción |                  |